# COM Brasil TV
COM Brasil TV (mais conhecida como COM Brasil)  é uma rede de televisão pública e comunitária disponível em algumas operadoras de televisão por assinatura. É operado pela Associação Brasileira de Canais Comunitários, entidade responsável pela representação dos canais comunitários no país.

## O Canal
Considerada a primeira emissora comunitária via satélite do mundo, foi credenciada como Canal Comunitário Nacional pelo Governo. Dessa forma, torna-se um canal obrigatório para as operadoras de TV paga. Uma vez que a Lei do Serviço de Acesso Condicionado (SeAC) estabelece que as operadoras ficam encarregadas de transmitir, sem ônus ao assinante, um canal comunitário e universitário.

## Objetivo da programação
Pelas regras publicadas até o momento, o Canal Comunitário Nacional teria sua operação e programação limitadas a entidades preexistentes e de atuação específica na área, tendo como principal critério a exigência de que ela ofereça um alto percentual de agregação de canais já consolidados. Essa regra desconsidera, portanto, o possível interesse de outras organizações dos movimentos sociais de abrangência nacional em contribuir com a estruturação de um instrumento de enorme potencial para a afirmação da comunicação como um dos direitos reconhecidos pelas Nações Unidas.
O Canal Comunitário Nacional pode atingir uma audiência estimada em 10 milhões de pessoas. Um alcance bastante significativo, no confronto com a somatória de público alcançada pelos cerca de cem canais comunitários municipais em operação na TV paga atualmente.
Ao definir, de antemão, que a gestão do Canal Comunitáro Nacional seria feita por entidade programadora que congregue ao menos 70% dos canais comunitários existentes, a Ancine inviabiliza uma participação mais justa e democrática no processo de escolha. Inviabiliza, inclusive, a participação de outros canais comunitários existentes, mas que não estão agregados a uma determinada entidade representativa, quebrando o critério de igualdade de condições que deveria guiar esse tipo de iniciativa.